# IC 4130
IC 4130 ist eine linsenförmige Galaxie vom Hubble-Typ S0 im Sternbild Coma Berenices am Nordsternhimmel. Sie ist schätzungsweise 853 Millionen Lichtjahre von der Milchstraße entfernt und hat einen Durchmesser von etwa 250.000 Lj.

In derselben Himmelsregion befinden sich u. a. die Galaxien IC 4139, IC 4141, IC 4146, IC 4148.
Das Objekt wurde am 27. Januar 1904 von Max Wolf entdeckt.